# Scotiabank Arena
De Scotiabank Arena (voorheen Air Canada Centre) is een sportstadion in Toronto in Canada dat gebruikt wordt voor basketbal, ijshockey en andere indoorsporten. Met een maximale capaciteit van 19.800 mensen, behoort het tot de vijf grootste arena's van Canada. In 2018 was het de drukstbezochte arena van Canada, en de dertiende wereldwijd. 
Het is het thuisstadion voor het professionele basketbalteam de Toronto Raptors dat in een divisie van de National Basketball Association (NBA) speelt, en ook van het professionale ijshockeyteam de Toronto Maple Leafs, dat in de National Hockey League (NHL) speelt.
Het stadion wordt ook gebruikt voor popconcerten en dergelijke evenementen. Onder meer Drake, Elton John, Travis Scott, Ricky Martin, Shania Twain, Dua Lipa, Post Malone, Ariana Grande en Harry Styles traden al meermaals op in de arena. 